# 불카니세타 디스트리부타
불카니세타 디스트리부타는 불카니세타속에 속하는 한 종이다.